# Henri Parot
Henri Parot, Unai (Argel, Francia, 6 de mayo de 1958), es un miembro de la organización terrorista ETA. Formaba parte del Comando Argala, y fue capturado en abril de 1990. Recibió 26 sentencias condenatorias con las que sumó casi 4800 años de prisión, siéndole imputados 82 asesinatos.

## Biografía
Nacido en la entonces Argelia francesa, posee la nacionalidad francesa. Sus padres procedían del sur de Francia. Se trasladó a la ciudad de Bayona, donde se integró en la izquierda abertzale y comenzó a estudiar euskera cuando tenía 16 años, en 1975. Ese año su hermano Jean salvó la vida en un atentado tardofranquista en un restaurante de Bayona. En esa época los prófugos de la justicia española y los opositores al Gobierno se refugiaban en el sur de Francia. Posteriormente, Jean se uniría también a la banda terrorista.

### Actividad terrorista
En 1978 Parot contactó con ETA, a través de Domingo Iturbe Abasolo, que llegaría a ser uno de los líderes de la organización, y quien supuestamente le propuso ingresar en un nuevo comando "itinerante", denominado dentro de la organización como "Argala". Este comando estaba formado íntegramente por ciudadanos de nacionalidad francesa, lo que les permitía moverse con cierta libertad, sin levantar sospechas, por toda España.
Parot cometió su primer asesinato el 2 de noviembre de ese año en Irún, cuando él y Jean-Pierre Erremundeguy dispararon a bocajarro sobre el industrial José Legasa, que se había negado a pagar el impuesto revolucionario.
Este comando perpetró veintidós atentados en los que murieron asesinadas 38 personas y resultaron heridas más de doscientas, sobre todo militares y guardias civiles, incluyendo atentados como el asesinato del general Guillermo Quintana Lacaci, siendo el propio Parot el asesino material, acompañándole el también etarra Lasa Mitxelena como conductor del Renault 18 de color blanco en el que perpetraron dicho asesinato, o la voladura de la casa cuartel de Zaragoza el 11 de diciembre de 1987 donde causó 11 muertos (entre ellos cinco niñas).

### Detención y cargos
El 2 de abril de 1990 fue detenido en Sevilla, conduciendo un coche cargado de explosivos con el que pretendía volar la Jefatura de Policía, tras intentar sobrepasar un control rutinario de la Guardia Civil con cuyos agentes sostuvo un tiroteo hiriendo a dos de ellos.
A Henri Parot le fueron imputados 82 asesinatos, que le supusieron 26 sentencias condenatorias con las que sumó casi 4800 años de prisión.